# Pigwowiec japoński
Pigwowiec japoński (Chaenomeles japonica (Thunb.) Lindl. ex Spach.) – gatunek rośliny wieloletniej z rodziny różowatych (Rosaceae). Nieprawidłowo bywa czasami nazywany pigwą japońską. Pochodzi z Japonii. Nazwa rodzajowa Chaenomeles związana jest z anatomią owocu – pochodzi od gr. χαίνειν chainein (pękać, otwierać się) i gr. μῆλον mēlon (jabłko). Jest uprawiany w Polsce.

## Morfologia

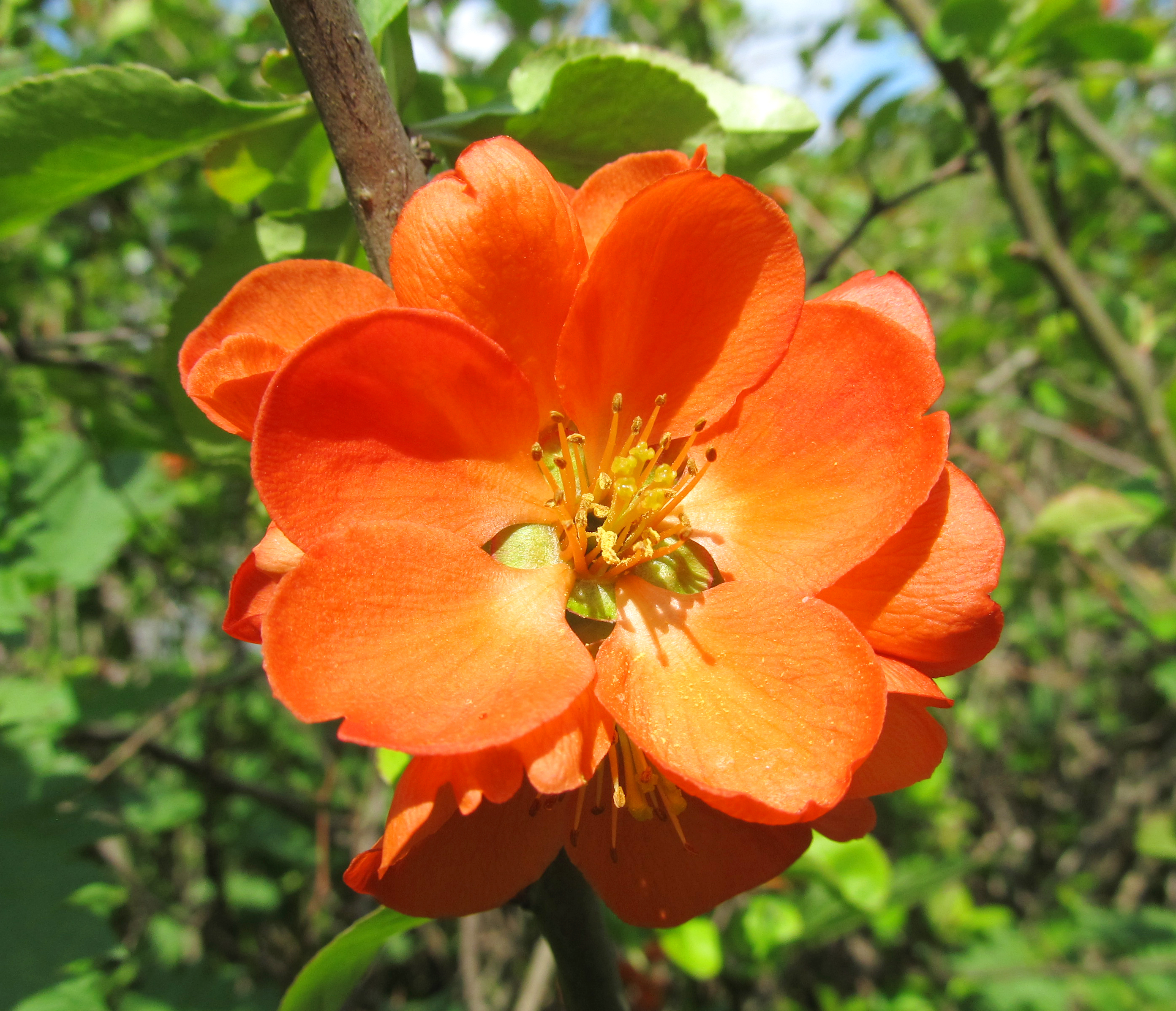
Kwiaty

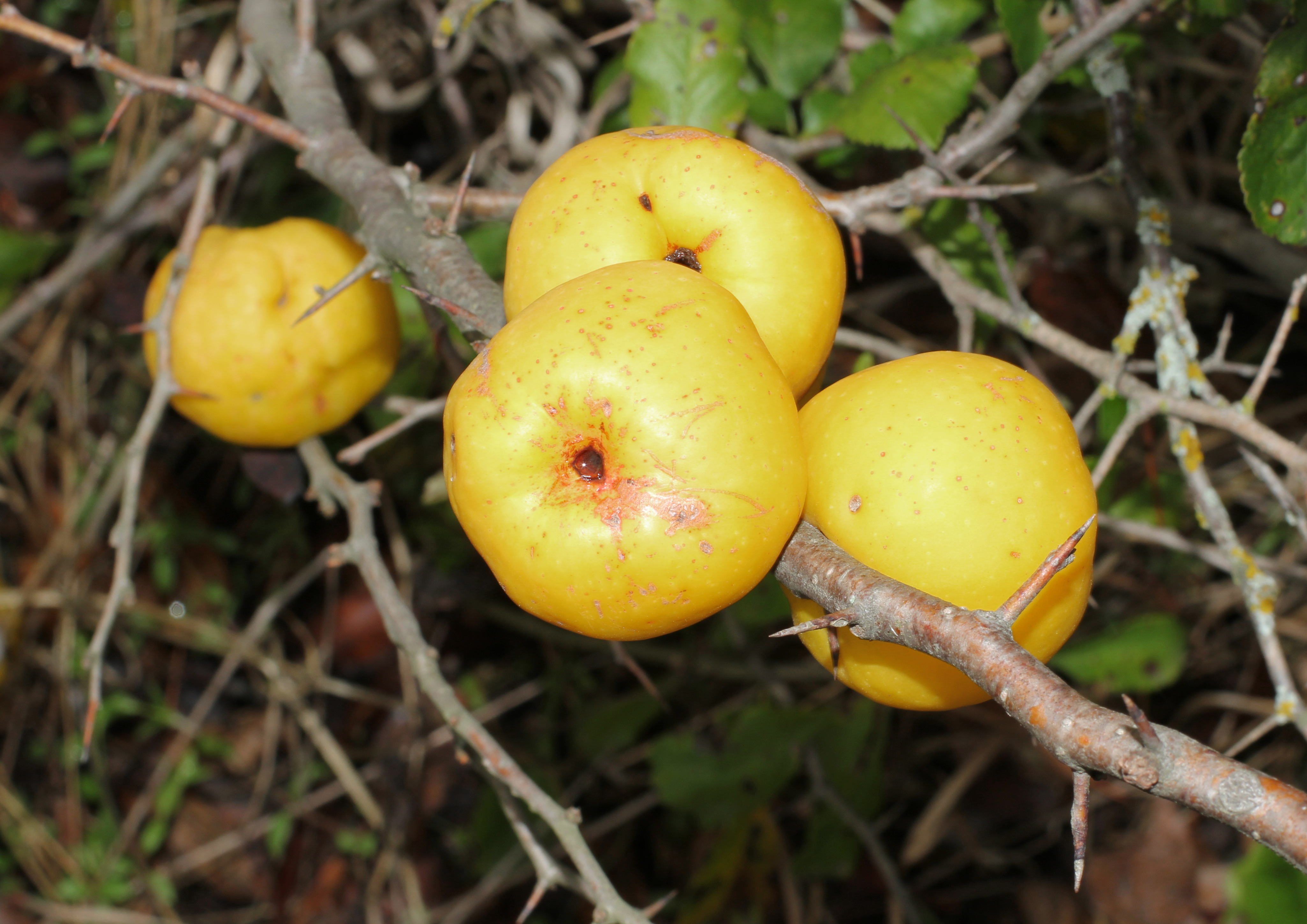
Owoce

PokrójKolczasty krzew o wysokości 1–2 m. Młode pędy nagie. Ma szeroko rozpostarte na boki gałęzie.
LiścieOdwrotnie jajowate lub łopatkowate, długości do 5 cm, ostro piłkowane z dużymi przylistkami.
KwiatyLiczne 5-działkowe i 5-płatkowe, łososioworóżowe lub pomarańczowoczerwonawe z licznymi pręcikami i 1 słupkiem powstałym ze zrośnięcia pięciu owocolistków.
OwoceOwoce pozorne, pachnące i jadalne, po dojrzeniu koloru jasnożółtego, czasami czerwono nakrapiane. Dojrzewają w październiku.

## Zmienność
Często tworzy mieszańca z pigwowcem chińskim (jest to pigwowiec pośredni Ch. × superba (Frahm) Rehder.).

## Zastosowanie
- Sztuka kulinarna: owoce są twarde i kwaśne. Zawierają duże ilości witaminy C, kwasów organicznych oraz polifenoli. Nie nadają się do bezpośredniego spożycia z powodu niskiej zawarrtości cukrów w stosunku do kwasów (2:1, czyli poniżej akceptowalnego 10:1)[8]. Nadają się natomiast jako dodatek do herbaty (w miejsce cytryny), jako podstawa pigwówki i na przetwory: dżemy, galaretki, soki. Można je łączyć w przetworach z innymi owocami, np. jabłkami lub aronią.
- Roślina ozdobna: w Europie nieco zapomniany krzew ozdobny[według kogo?]. Wczesną wiosną obficie i efektownie zakwita, czasami również powtórnie jesienią. W uprawie często spotykany w odmianie karłowatej (C. japonensis var. alpina). Istnieją odmiany o różnych barwach kwiatów od pomarańczowej poprzez różową do czerwonej. Nie ma specjalnych wymagań co do gleby i jest odporny na mróz. Należy przycinać pędy nadmiernie rozrastające się na boki[potrzebny przypis].